# Легницьке воєводство
Легницьке воєводство (пол. województwo legnickie) — адміністративно-територіальна одиниця Польщі найвищого рівня, яка існувала у 1975—1998 роках.
Являло собою одну з 49 основних одиниць адміністративного поділу Польщі, які були скасовані в результаті адміністративної реформи Польщі 1998 року.
Займало площу 4037 км². Адміністративним центром воєводства було місто Лігниця. Після адміністративної реформи воєводство припинило своє існування і його територія повністю відійшла до новоствореного Нижньосілезького воєводства.

## Воєводи
- 1975–1979: Януш Овчарек
- 1979–1980: Ришард Романевич
- 1980–1983: Здіслав Барчевський
- 1983–1990: Ришард Єльонек
- 1990–1992: Анджей Глапінський
- 1992–1994: Станіслав Валковський
- 1994–1998: Ришард Марашек
- 1998: Веслав Саган

## Районні адміністрації
- Районна адміністрація у Глогуві для гмін: Гавожице, Глогув, Грембоцице, Єжманова, Котля, Пенцлав, Пшемкув, Радваніце, Жуковіце та міста Глогув
- Районна адміністрація в Легниці для гмін: Хойнув, Громадка, Кротошице, Куніце, Леґницьке Поле, Менцинка, Мілковіце, Мсцивоюв, Пашовіце, Пельгжимка, Проховіце, Руя, Уданін, Варта-Болеславецька, Вондроже-Вельке, Загродно, Злотория та міст Хойнув, Явор, Легниця і Злотория
- Районна адміністрація в Любіні для гмін: Хоцянув, Любін, Польковіце, Рудна, Сцинава та міст Любін, Польковіце, Хоцянув і Сцинава.

## Міста
Чисельність населення на 31.12.1998
- Легниця – 109 335
- Любіні – 82 874
- Глогув – 74 253
- Явор – 25 709
- Польковіце – 22 797
- Злотория – 17 462
- Хойнув – 14 767
- Хоцянув – 8 000
- Пшемкув – 6 500
- Сцинава – 5 900
- Проховіце – 3 800

## Населення
- 1975 – 414 400
- 1980 – 458 900
- 1985 – 490 600
- 1990 – 515 900
- 1995 – 523 600
- 1998 – 525 600